# Primera batalla de Petelia
La primera batalla de Petelia fue un enfrentamiento armado entre Cartago y la República romana en el año 216 a. C. durante la segunda guerra púnica.

## Introducción
Tras el éxito cartaginés en la batalla de Cannas, se produjo la rebelión de una parte de los aliados romanos en el sur de Italia. Aníbal dividió entonces su ejército dando a su hermano Magón una parte del mismo con la que este se dirigió hacia al Brucio a tomar contacto con los nuevos aliados mientras el propio Aníbal se dirigía a Campania. Los brucios, habitantes en su mayoría de las poblaciones montañesas del suroeste de Italia, ambicionaban tomar el control de las cercanas poblaciones griegas costeras de la Magna Grecia. Magón embarcó entonces hacia Cartago para informar de los éxitos y novedades de la guerra. Al frente del ejército de Magón quedó el general Hannón y su jefe de caballería Himilcón.
Petelia era una ciudad brucia cuya situación se discute por distintos autores entre las actuales Strongoli y Petilia Policastro. Esta ciudad era de las pocas localidades brucias que había permanecido fiel a Roma.

## El asedio a Petelia
Formalizada la alianza con los brucios en el otoño de 216 a. C., Hannón e Himilcón iniciaron sus acciones atacando la campiña de la ciudad de Petelia.
En Roma, poco antes de que se sustituyese a los senadores caídos en Cannas con nuevos miembros previo a celebrar las elecciones consulares, se produjo la llegada de una embajada de Petelia solicitando ayuda frente a los ataques cartagineses y del resto de pueblos del Brucio. El Senado respondió que no disponían de fuerzas para auxiliarles por lo que dejaban su decisión a lo que considerasen mejor. Retornada a Petelia la embajada, se decidió acopiar víveres y mejorar las defensas de la localidad para afrontar el asedio.
Las acciones contra Petelia continuaron con el inicio del sitio de la ciudad por parte del mismísimo Aníbal. Este tenía invernadas sus tropas en Campania y aprovechó ese periodo para apoyar las operaciones en el Sur. Ante la oposición ofrecida optó por rodear la ciudad con un muro de cerco dejando al frente del sitio a Hannón.
Los defensores se deshicieron de la población no combatiente sacándola de la localidad amurallada para poder alargar la resistencia al no tener que compartir los víveres con mujeres, niños y ancianos
Tras varios meses de sitio se produce la caída de la localidad por un asalto dirigido por el cartaginés Himilcón, facilitado por la debilidad de sus defensores a causa de la hambruna. Ochocientos habitantes sobrevivieron a la caída y fueron realojados por los romanos acabada la guerra. La duración total del sitio es cifrada en once meses. 
Livio sin embargo sitúa la caída de Petelia antes de finalizar el consulado de 216 a. C.

## Acontecimientos posteriores
Tras la caída de Petelia, Himilcón tomó con una débil resistencia Cosentia, la última ciudad brucia fiel a Roma. Hannón se dirigió entonces a Campania tras lo cual comenzó las operaciones contra las colonias griegas de la Magna Grecia. Su primera acción fue el fallido intento de cambio de bando de Reggio.
Himilcón consiguió entonces pactar la deserción de Locri. La renuncia a atacar Reggio y el acuerdo con los locrienses provocó malestar en los aliados brucios que formaron un ejército propio e iniciaron por su cuenta el ataque de la ciudad griega de Crotona. Su incapacidad de tomar la ciudadela les hizo recurrir a Hannón, quien gracias a la mediación de los locrienses logró que los crotonitas abandonasen su ciudad y se refugiasen en Locri, quedando Crotona en manos brucias.